# 니코 벨릭
니코 벨릭(Niko Bellic)은 《그랜드 테프트 오토 IV》의 주인공이다.